# Cot Awe
Cot Awe är en kulle i Indonesien.   Den ligger i provinsen Aceh, i den västra delen av landet, 1 700 km nordväst om huvudstaden Jakarta. Toppen på Cot Awe är 206 meter över havet, eller 108 meter över den omgivande terrängen. Bredden vid basen är 3,9 km.
Terrängen runt Cot Awe är kuperad åt sydväst, men åt nordost är den platt.Runt Cot Awe är det ganska tätbefolkat, med 192 invånare per kvadratkilometer. Närmaste större samhälle är Bireun, 11,9 km norr om Cot Awe. I omgivningarna runt Cot Awe växer i huvudsak städsegrön lövskog.